# 布拉夫顿 (南卡罗来纳州)
布拉夫顿（英文：Bluffton），是美国南卡罗来纳州下属的一座城市。城市类型是“Town”。其面积大约为53.51平方英里（138.59平方公里）。根据2010年美国人口普查，该市有人口12,530人，人口密度约为每平方 英里234.16人（约合每平方公里90.41人）。